# بيل بنتلي
بيل بنتلي (بالإنجليزية: Bill Bentley)‏ (21 أكتوبر 1947 في المملكة المتحدة - ) هو مدرب كرة قدم ولاعب كرة قدم بريطاني في مركز الظهير. لعب مع بورت فايل وستوك سيتي ونادي بلاكبول وستافورد رينجرز.

## وصلات خارجية
- بيل بنتلي على موقع قاعدة بيانات كرة القدم.إي يو (الإنجليزية)